# Brachylophus vitiensis
La iguana crestada de Fiyi (Brachylophus vitiensis) es una especie de iguánido endémico de las Fiyi en gravísimo peligro de extinción.

## Taxonomía
El nombre genérico, Brachylophus, se deriva de 2 palabras griegas brachys que significa corto y lophos que significa cresta o pluma que detona las crestas espinosas corto a largo de la parte de atrás de esta especie. 
La especie está estrechamente relacionada con las iguanas verdes que habitaban en Fiyi hace 13 millones de años. Fue descubierta por casualidad durante el rodaje de la película The Blue Lagoon en 1981, Nanuya Levu, una isla privada en Fiyi. La flora y fauna que aparecen en la película incluye animales de distintos continentes. Como se descubrió luego, algunas de las iguanas de Fiyi eran especies desconocidas para la ciencia; esto fue observado por el herpetólogo John Gibbons cuando vio la película. Viajó a la isla donde las iguanas fueron filmadas y describió una nueva especie: Brachylophus vitiensis (en 1981).

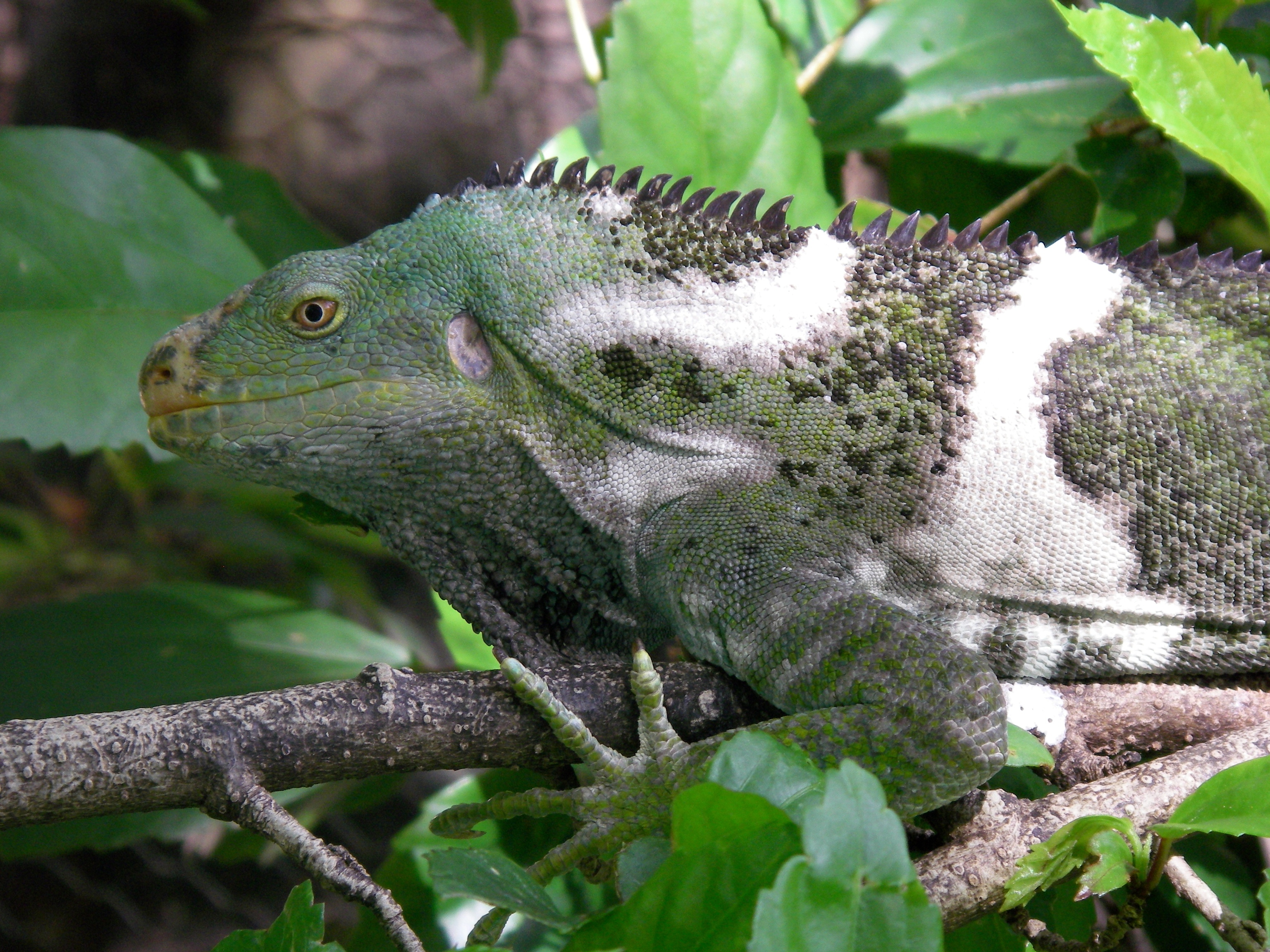
En el Melbourne Zoo.

## Hábitat
La especie se limita a los hábitats de bosque seco que es uno de los tipos de vegetación más amenazada en el Pacífico. Principalmente habita en las islas Deviulau, Waya, Monuriki, Monu, Qalito, Levu Malolo, Macuata, Yadua Taba, siendo en esta última donde está la mayor concentración.

## Anatomía
En ambos sexos su piel es de un color verde claro a un color de fondo gris o negro, con dos o tres bandas blancas verticales que en la cola se multiplican. En los machos el color oscuro de fondo es más intenso. Tiene una papada angular prominente. El largo de la cola supera el doble de la longitud del cuerpo. En total mide unos 70 cm.
Cuando la iguana sale por primera vez de su huevo son de color verde oscuro pero después de alguna muda su piel es de verde esmeralda brillante, bandas blancas y estrechas se pueden ver a lo largo de su cuerpo sus ojos son de naranja rojizo o en oro rosado.

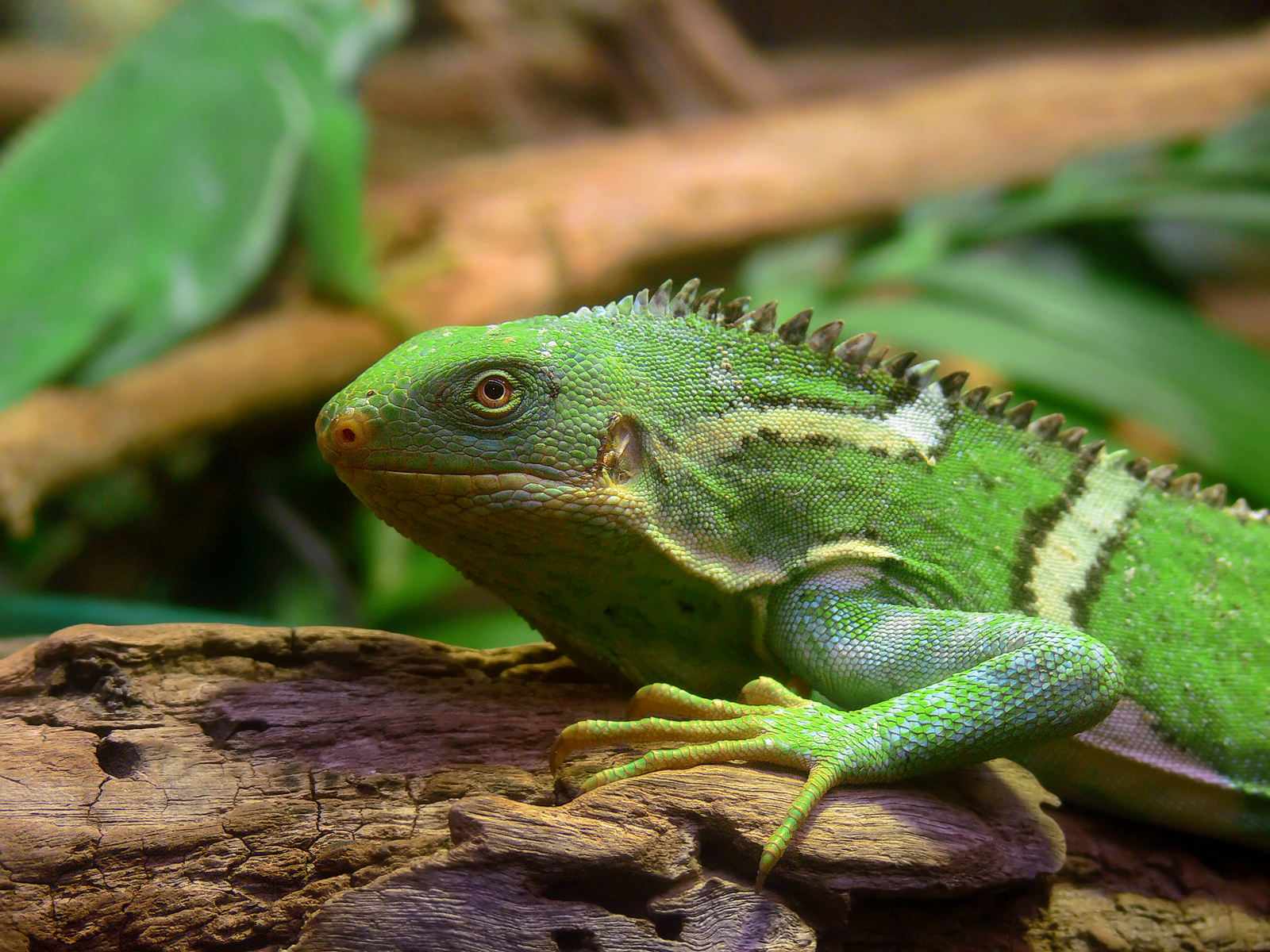
En el Melbourne Zoo

## Dieta
La iguana crestada de Fiyi es herbívora, se alimenta de hojas, brotes, frutos y flores de árboles y arbustos  de las especies  Cevua (Vavaea amicorum), Kau loa (Diospyros elliptica), Qiqila (Micromelum minutum), Vau (Hibiscus tiliaceus), Yagata (Mallotus tiliifolius), Moive (Kingiodendrun platycarpum), Vesiwai (Pongamia pinnata), Cibi cibi (Cynometra insulari), y de las especies introducidas Passiflora suberosa y Jasminum didymium.[cita requerida]

## Reproducción
La temporada de reproducción se produce entre los meses de febrero y abril. El cortejo y apareamiento comienza en enero. La iguana crestada de Fiyi es ovípara y tiene uno de los periodos más largos de incubación de los reptiles, alrededor de nueve meses. Las hembras ponen de dos a cuatro huevos. Las crías salen de sus huevos en la temporada de lluvias, entre octubre y diciembre.

## Conservación
La mayor amenaza que enfrenta es la pérdida del hábitat debido al desarrollo agrícola, los incendios, las tormentas y las plantas exóticas invasoras. Debido a su pequeño tamaño son especialmente vulnerables frente a los gatos salvajes (Felis catus). También es importante la competencia con las cabras salvajes que fueron introducidas en Yadua Taba en 1972; la vegetación de la isla durante este tiempo ha sido reducida fuertemente por una combinación de pastoreo y los incendios utilizan para impulsar las cabras para facilitar su captura.
Yadua Taba está protegida como parque nacional administrado por el «National Trust of Fiji Islands» (Fondo nacional de las Fiyi) y conocido como «Crested Iguana Sanctuary» (Santuario de la iguana crestada). Luego de eliminar a las cabras en 2004, la población de iguanas aumentó considerablemente.